# Annette Kolb (tennisster)
Annette Kolb (14 september 1983) is een tennisspeelster uit Duitsland.
Zij begon op zevenjarige leeftijd met het spelen van tennis.
In 2001 speelde zij samen met Neyssa Etienne op de meisjesdubbelspelfinale van Roland Garros. 
In 2006 maakte ze haar debuut op het WTA-circuit op het WTA-toernooi van Portorož in Slovenië.